# Икарус ИМ-1
Икарус ИM-1 је хидроавион (Извиђач Морнарички) произведен 1926.  године у фабрици авиона Икарус из Новог Сада, а за потребе Поморског ваздухопловства Краљевине СХС/Југославије.

## Пројектовање и развој
Због перманентних претњи Италије и њених територијалних претензија на Далмацију, ратна морнарица Краљевине СХС је имала потребе за једним извиђачким хидроавионом великог радијуса дејства. С обзиром да је већ имала позитивно искуство са коришћењем Икарусовог школског хидроавиона Икарус ШМ, морнарица је понудила Икарусу и њеном стручном тиму на чијем се челу налазио технички директор инжењер Јосип Микл, да за потребе Поморског ваздухопловства Краљевине СХС/Југославије пројектује и произведе овакав један хидроавион. Пројект и израда прототипа хидроавиона који добија име према почетним словима намене ИМ (Извиђач Морнарички) били су завршени током пролећа 1926. године а пробни лет обављен 31. маја 1926. године на Дунаву крај Новог Сада. Нажалост овај пробни лет није успео и том приликом су погинули поручник бојног брода II класе хидропилот Иво Шуман и морнарски вођа I класе механичар Фрањо Калина.
Икарус је одмах након овога приступио изради другог прототипа извиђачког хидроавиона са мотором Форд-Либерти L-12 снаге 400 KS, који је као и претходни конструисао инж. Јосип Микл технички директор Икаруса. Нови прототип је добио назив Икарус ИО (извиђач обални), био је класични двокрилац и први пробни лет је обављен на Дунаву код Новог Сада септембра месеца 1926. године. Овај авион је ушао у серијску производњу и коришћен је све до почетка рата април 1941.
Две године касније 1928. године инжењер Микл је пројектовао још један хидроавион Икарус ИМ-2, који је био сличан авиону Икарус ИМ-1. исте године је направљен прототип који је такође тестиран у Новом Сада. Тестирање је успешно обављено али није дошло до серијске производње, остало се само на прототипу.

### Технички опис
Икарус ИМ-1 спада у класу хидроавиона са централним чамцем, потпуно је дрвене конструкције. Био је двокрилац, крила су му дрвене конструкције са две рамењаче заобљена на крајевима и пресвучена платном. Доње крило је мањих димензија од горњег, самоносеће је веће дебљине, а испод њега се налазе уграђени помоћни пловци који повећавају стабилност пловидбе. Горње крило је са косим упорницама од метала ослоњено на труп. Горње и доње крило код овог авиона нису била спојена никаквим упорницама нити затезачима и представљале су независне конструктивне целине и у томе је била специфичност овог авиона. Између трупа и горњег крила на металној конструкцији носача мотора (балдахин) налазио се мотор. Авион је погонио водом хлађени мотор БМВ од 260 KS, са дрвеном потисном елисом фиксног корака. Имао је места за три члана посаде, извиђач и пилот су седели паралелно један поред другог а нишанџија је седео испред њих у турели. Предвиђено је било, да авион поред обалског извиђања има и функцију лаког бомбардера требало је да понесе око 250 kg. убојитог терета и да је наоружан једним митраљезом Дарне 7,7 mm на окретници у предњој турели.

## Оперативно коришћење
Уместо оперативног коришћења овог авиона, овде се преноси део чланка о пробном лету објављеном у листу "Наша Крила"
31.маја у 7.30 часова цивилни хидропилот фабрике "Икарус" г. Јасригин са инжењером г. Миклом, конструктором истог, отпочео је испробавање на води овог новог хидропланског прототипа. Када је мотор био стављен у рад и како није показивао никакве неисправности у апарат је сео поручник бојног брода хидропилот Шуман у пратњи морнарског вође механичара Калине и упутио се у унутрашњи крај канала, одакле је полетео у правцу Дунава. Полетање је трајало врло дуго, тако да је хидроплан успео да се подигне од воде тек при самом изласку из канала. Сви присутни стручњаци имали су утисам да мотор слабо ради или да је преслаб за овај хидроплански прототип. Полетевши низ Дунав у правцу Петроварадина, присутни су запазили да хидроплан не само што је слабо уздизао, већ је давао утисак да пропада. Недалеко од железничког моста, а у намери да га надлети пилот је према изјеви очевидаца са земље, нагло повукао апарат успевши тиме да се уздигне на висину око 200-300 метара. И на овој висини пилот је извршио окрет и лево вероватно у намери да се врати на место полетања, у Зимовник. Међутим хидроплан је нагло склизнуо на десно крило и одмах пао у вртлог из кога га пилот, због мале висине није могао извући, те је са великом брзином ударио у воду између стубова новог моста.